# San Millán
San Millán in castigliano e Donemiliaga in basco, è un comune spagnolo  situato nella comunità autonoma dei Paesi Baschi.